# 卡宏章克申 (加利福尼亞州)
卡宏章克申（英語：Cajon Junction）是位於美國加利福尼亞州聖貝納迪諾縣的一個非建制地區。該地的面積和人口皆未知。

## 地理
卡宏章克申的座標為34°40′29″N 115°28′29″W / 34.67472°N 115.47472°W，而該地的平均海拔高度為1151米（即3777英尺）。